# Чжэньлай
Чжэньла́й (кит. упр. 镇赉, пиньинь Zhènlài) — уезд городского округа Байчэн провинции Гирин (КНР). Название уезда образовано из первых иероглифов названий бывших уездов Чжэньдун (镇东) и Лайбэй (赉北).

## История
6 сентября 1910 года был образован уезд Чжэньдун. После Синьхайской революции уезды Чжэньдун и Лайбэй вошли в состав провинции Фэнтянь, в 1929 году переименованной в Ляонин. После образования марионеточного государства Маньчжоу-го уезды с 1934 года оказались в составе провинции Лунцзян. По окончании Второй мировой войны уезды вошли в состав провинции Нэньцзян. С января 1947 года уезды вошли в состав провинции Ляобэй, в августе два уезда были слиты в уезд Чжэньлай. В июле 1948 года уезд Чжэньлай был передан из состава провинции Ляобэй в состав провинции Нэньцзян. В мае 1949 года провинция Нэньцзян была упразднена, и уезд вошёл в состав провинции Хэйлунцзян. С 15 сентября 1954 года — в составе провинции Гирин.

## Административное деление
Уезд Чжэньлай делится на 7 посёлков, 2 волости и 2 национальные волости.

## Соседние административные единицы
Уезд Чжэньлай граничит со следующими административными единицами:
- Район Таобэй (на юго-западе)
- Городской уезд Даань (на юго-востоке)
- Автономный район Внутренняя Монголия (на северо-западе)
- Провинция Хэйлунцзян (на северо-востоке)